# Bachelorette (chanson)
Pour les articles homonymes, voir Bachelorette.
 (juillet 2022).
Si vous disposez d'ouvrages ou d'articles de référence ou si vous connaissez des sites web de qualité traitant du thème abordé ici, merci de compléter l'article en donnant les références utiles à sa vérifiabilité et en les liant à la section « Notes et références ».
Singles de Björk
"Jóga"
(1997) "Hunter"
(1998)
Bachelorette (littéralement « célibataire ») est un single de Björk sorti le 8 décembre 1997, après l'apparition de la chanson sur l'album Homogenic en septembre 1997.
Composée initialement pour le film de Bernardo Bertolucci Beauté volée[réf. à confirmer], les paroles de Bachelorette sont de Sjón, et se basent sur un conte écrit par Björk, tous deux anciens membres de The Sugarcubes. Sur la version de la chanson parue sur l'album Homogenic, un quatuor à cordes et des rythmiques électroniques accompagnent la chanteuse. Cette chanson a notamment atteint la 21e place du hit-parade britannique en 1997.

## Single
Il existe trois versions différentes du single, toutes parues en décembre 1997 :

### Premier single
1. Bachelorette  - Radio Edit
2. My Snare (plus connue sous le nom de Nature Is Ancient)
3. Scary
4. Bachelorette - Howie Spread Mix

### Deuxième single
1. Bachelorette - Mark Bell Optimism
2. Bachelorette - Mark Bell Zip Remix
3. Bachelorette - Mark Bell Blue Remix
4. Bachelorette

### Troisième single
1. Bachelorette - RZA Remix
2. Bachelorette - Alec Hypermodern Jazz
3. Bachelorette - Alec Empire The Ice Princess and the Killer Qhale Remix
4. Bachelorette - Grooverider Jeep Mix

## Clip
Le clip de la chanson, réalisé par Michel Gondry en novembre 1997, se base largement sur le conte écrit par Björk, plus que sur les paroles de la chanson. Il raconte l'histoire d'une jeune fille qui acquiert la célébrité grâce à un livre (My Story, « mon histoire ») découvert enfoui profondément sous terre, dont toutes les pages sont blanches mais qui s'écrivent seules à mesure que le temps s'écoule. 
Le clip, qui dure 5 minutes, alterne le noir et blanc (pour les séquences se situant chronologiquement avant le début du succès) et la couleur, et intègre quelques éléments de «roman-photo». Les effets spéciaux et les décors, résultat d'un important investissement financier, donnent au clip, qui contient de nombreux clins d'œil au rêve américain, un aspect façon « années 1930 ».
Michel Gondry utilise aussi la technique de la mise en abyme puisqu'on y voit que l'histoire fait l'objet d'une adaptation théâtrale qui inclut elle-même l'histoire de l'adaptation (on voit ainsi une salle de théâtre minuscule reconstituée sur la scène). 
Le clip, paru par ailleurs sur les DVD Björk : Volumen (1999) et The Work of Director - Volume 3 - Michel Gondry (2003), a notamment remporté le prix de la meilleure direction artistique lors des MTV Music Video Awards en 1998. Il a contribué en partie à populariser cette chanson, qui reste l'une des plus connues et populaires de l'artiste.

### Fiche technique du clip
- Réalisation : Michel Gondry
- Directeur de la photographie : Lance Acord
- Direction artistique : Donovan Davidson
- Décors : Samantha Gore
- Costumes : Nancy Steiner
- Montage : Russell Icke
- Animation : Eric Valin, Adam White, Joe Russo
- Effets spéciaux : Mikros
- Production : Julie Fong et Georges Bermann
- Production exécutive : Pete Chambers
- Société de production : Partizan Midi Minuit

## Classements hebdomadaires
| Classement (1997-98)                     | Meilleure place |
| ---------------------------------------- | --------------- |
| Australie (ARIA),                        | 95              |
| Écosse (Official Charts Company)         | 27              |
| European Hot 100 Singles (Music & Media) | 48              |
| France (SNEP)                            | 17              |
| Islande (Íslenski Listinn Topp 40)       | 6               |
| Italie (Musica e dischi)                 | 21              |
| Pays-Bas (Single Top 100)                | 96              |
| UK Singles (OCC)                         | 21              |
| Royaume-Uni (UK Indie Chart)             | 2               |